# Ilínskoie (Kirjatx)
|  | Per a altres significats, vegeu «Ilínskoie». |

Ilínskoie (en rus: Ильинское) és un poble de l'óblast de Vladímir, a Rússia, segons el cens del 2010 tenia 9 habitants. Pertany al districte de Kirjatx.